# 国鉄B20形蒸気機関車
B20形蒸気機関車（B20がたじょうききかんしゃ）は、日本国有鉄道（国鉄）の前身である運輸通信省（のちに運輸省に改組）が第二次世界大戦末期から終戦直後にかけて少数を製造した、主として入換作業用の小型タンク式蒸気機関車である。

## 概要
戦時中に規格生産された産業用機関車の一種であり、形式の「B20」は後述する系列設計での呼称を流用したものである。小型タンク機関車を国鉄機関車として採用するのは明治時代以来である。
戦時中の設計・製造ゆえに実用上問題が多く、極端に小型で用途が限定されたため、使用時期が短期間のうちに多くが廃車された。

## 開発の経緯
太平洋戦争開戦直後の1941年12月、大手・中小の鉄道車両メーカー多数が国策によって「車輛統制会」を設立、その管轄下で産業用の小型蒸気機関車・ガソリン機関車の統制規格生産を行うことになった。その後、車輛統制会の「小型蒸気機関車専門委員会」が調査ののち、10形式の「系列設計小型機関車」を制定した。形式呼称は軌間、軸配置、重量を組み合わせて表記され、軌間には十干を用い、「乙」=1,067mm・「丁」=762mm・「戊」=610mmであった。
| 呼称  | 軌間 <mm> | 重量 <t> | 動輪径 <mm> | シリンダ <mm> | 軸距 <mm> | 火格子面積 <m2> | 全伝熱面積 <m2> |
| ----- | --------- | -------- | ----------- | ------------- | --------- | --------------- | --------------- |
| 戊B6  | 610       | 6.4      | 550         | 150×250       | 1,200     | 0.29            | 9.45            |
| 丁B6  | 762       | 6.7      | 550         | 150×250       | 1,200     | 0.29            | 9.45            |
| 丁B10 | 762       | 10.5     | 760         | 200×350       | 1,400     | 0.46            | 21.46           |
| 丁B15 | 762       | 14.4     | 760         | 250×350       | 1,900     | 0.6             | 31.08           |
| 丁C15 | 762       | 14.9     | 760         | 250×350       | 1,900     | 0.6             | 31.08           |
| 乙B15 | 1,067     | 15.1     | 760         | 250×350       | 1,900     | 0.6             | 31.08           |
| 丁C20 | 762       | 20.1     | 860         | 300×400       | 2,100     | 0.81            | 35.86           |
| 乙B20 | 1,067     | 20.3     | 860         | 300×400       | 2,100     | 0.81            | 35.86           |
| 乙B25 | 1,067     | 25.7     | 1,000       | 350×450       | 2,400     | 1.0             | 55.8            |
| 乙C30 | 1,067     | 30.4     | 1,000       | 350×450       | 3,000     | 1.0             | 55.8            |

10形式の構成品のうち動輪は4種、シリンダは5種、台枠とボイラは6種になるが、ボイラは煙管内径を全て45mmに統一し長さと本数で加減しているため、資材的には4種になる。随所に代替材料を用いたり、部材寸法も規格材を少ない加工で完結できたりすることに主眼を置いている。また、ボイラー強度を低く済ませる目的で、飽和蒸気方式を採用している。
これらの規格と似た産業用蒸気機関車が本江機械製作所（1943年に立山重工業へ社名変更）や協三工業などによって製造され、専用鉄道や軽便鉄道、軍工廠内専用線に供給されたが、戦時中のため生産と運用の実態は多くが不明である。
結局、この系列設計の通りに製造されたのは「乙B20」のみであった。構内作業用を目的に1944年、運輸通信省（1943年鉄道省から改組、1945年運輸省に改組）向けに、省の郡山工場で5両（製造番号12 - 16）が製造された。戦後、1946年から翌年にかけて立山重工業で10両（製造番号347 - 353, 402 - 404）が追加製造され、合計15両となった。

## 基本構成
車軸配置0-4-0(B)の単式2気筒、飽和式のサイドタンク機関車であるが、技術面で特筆するべき所はなく、極限まで単純化された戦時規格車で、完全に生産性重視の省力構造である。徹底した資材節約と工数削減化により装飾が一切排除され、蒸気ドームや砂箱は角形、仕上加工も省略するか最低限に抑えるなど、美観に対する配慮はほとんど見られない。また、使用蒸気は国鉄制式機で採用されている過熱蒸気ではなく、旧態の飽和蒸気を使用している。最大の特徴は、空気圧縮機などの空気ブレーキ機構を持たず、代わりに自機専用の蒸気圧ブレーキを装備することである。用途上、強大なブレーキ力は不要であり、小運転なら機関車単機のブレーキでも制動可能と割り切ったものであった。
蒸気圧ブレーキは日本国外の古典機関車に例が見られるが、昭和時代の国鉄機関車としては本形式が唯一の採用である。そのため、貫通ブレーキを持たず制動力の弱い本形式では本線列車の牽引など不可能で、あくまで構内での入換作業専用であった。

## 運用
戦後、本来の入換機として用いられたのは、米軍横須賀基地の貨車入換仕業に配置された2・5・6・8号機など数両のみで、あとは各地の機関区に分散配置され、機関区での六検時の無火状態の機関車の入換や、機関区構内での石炭輸送などで細々と運用されたに過ぎなかった。
戦時規格車のため材質・工作精度ともに悪く、国鉄機関車としては極めて特殊であるため、早期に整理されることになった。国鉄蒸気機関車全廃まで使用されたものは、小樽築港機関区所属の1号機と鹿児島機関区所属の10号機のみであった。

### B20 12
11・12号機は1947年に御坊臨港鉄道（現・紀州鉄道）へ貸出され、11号機は短期間で返却されたが、12号機は1948年に正式な払い下げを受けた。1951年、御坊臨港鉄道は保有蒸気機関車（B31形177号）を森製作所でディーゼル機関車（DB158）に改造したことにより、12号機は予備機となった。1953年7月、和歌山県地方が大水害（紀州大水害）に見舞われ、12号機は壊滅的な損傷を受けた。そこで12号機も森製作所によって台枠・輪軸等を流用したディーゼル機関車への改造工事が行われ、1954年に三菱製117HP機関を搭載した凸型のB形15t機関車「DB2012」として竣工した。12号機は1970年代初頭まで御坊臨港の貨物列車牽引に用いられた。

## 保存機
| 画像 | 番号   | 所在地                                                            | 備考     |
| ---- | ------ | ----------------------------------------------------------------- | -------- |
|      | B20 1  | 北海道岩見沢市朝日町176 万字線鉄道公園（国鉄万字線朝日駅跡地）    | 静態保存 |
|      | B20 10 | 京都府京都市下京区観喜寺町 京都鉄道博物館（旧梅小路蒸気機関車館） | 動態保存 |

### B20 10
10号機は1946年に富山市の立山重工業で製造後、新製配置は姫路第一機関区で、その在籍中の1948年1月から7月までは大和鉄道（近鉄田原本線の前身）に貸出されていた。1949年6月に鹿児島機関区に転属した。同機関区在籍末期の1969年7月27日に鹿児島鉄道管理局主催のイベント走行でB20+C55+C12+8620形という編成で本線の営業列車を牽引したことがあるが、通常、本線走行は法規的に不可能であった。幸運にも1970年代初頭まで同区に残り、1972年に梅小路蒸気機関車館に収められた。
当初は動態保存対象機であったが、入館当初数回火が入ったものの、以後はほとんど動くことがないまま1979年（昭和54年）3月31日付で車籍を失い、完全に静態保存となった。
2002年には、梅小路蒸気機関車館の開館30周年記念事業の一環とJR西日本発足15周年を迎えるにあたってのビッグイベントとして、数十人のボランティアの手を借りて動態復元されることとなり、4月21日から修繕工事を開始して再び自走可能となり、同年10月12日に動態復元完成式が行なわれた。大型機関車揃いの梅小路におけるマスコットとなっている。車籍は無く展示走行用備品扱いであるが、梅小路運転区に在籍するDE10形ディーゼル機関車と共に、火の入っていない蒸気機関車の移動などに用いられており、復活後も本来の役目を担っている。また、時折転車台に乗って汽笛吹鳴ショーを披露するなどしている。
10号機の動態復元は関西のメディアで大々的に取り上げられ、多くのSLファンの注目を浴びた。同館では、蒸気機関車の大きな汽笛音に「子供が泣き出して困る」と言った悩み事も寄せられていたが、B20はきかんしゃトーマスにも似た小柄さから子供たちにも人気があり、「豆タンク」の愛称で親しまれている。
2006年、「梅小路の蒸気機関車群と関連施設」として、準鉄道記念物に指定された。